# 早田卓次
早田卓次（日语：／ Hayata Takuji，1940年10月10日—），日本男子竞技体操运动员。他曾获得1964年夏季奥运会体操比赛男子吊环和团体全能金牌。他也在1963年夏季世界大学生运动会上获得一枚金牌和一枚铜牌。